# Сосновка (Зоринський район)
Сосно́вка (рос. Сосновка) — село у складі Зоринського району Алтайського краю, Росія. Адміністративний центр Сосновської сільської ради.

## Населення
Населення — 454 особи (2010; 466 у 2002).
Національний склад (станом на 2002 рік):
- росіяни — 98 %